# 三朝小唄
三朝小唄（みささこうた）は鳥取県東伯郡三朝町の新民謡。作詞野口雨情、作曲中山晋平。

## 概要
1927年(昭和2年)8月6日、鳥取県倉吉町教育会主催の音楽舞踊演奏会において、佐藤千夜子の唄、中山晋平の伴奏で発表された。
この曲の成立に関しては、作詞家の野口雨情と作曲家の中山晋平が三朝温泉を訪れた際に即興で作られたという逸話が残されているが、実際には「あらかじめ三朝村長から作謡の依頼を受けた雨情達が、構想を練りながら三朝を訪れ、現地でまとめ上げた」という説も存在する。
1929年(昭和4年)にレコード化され、芸者歌手の藤本二三吉が歌唱した。曲は全国的にヒットし、当時のポリドールの月報には、「花柳界と云わず、芸界と云わず、カフェ、バーと云わず、街頭と云わず、汽車、汽船の中まで侵入した（のは「三朝小唄」と「草津節」のみ）」と紹介されたという。
同年6月、日本映画の父・牧野省三が指揮を執り、人見吉之助を監督にマキノ・プロダクションによって無声映画『三朝小唄』が制作・公開され、これも大ヒットとなった。立命館大学文学部助教授（2002年当時）であった冨田美香は、本作を「当時大流行した小唄映画のなかでも、一地域名を題名に冠した御当地小唄映画の先駆的作品」と評している。
歌詞には様々なバリエーションがあり、多くの芸者歌手・民謡歌手によって歌われている。

## 歌った歌手
- 1929年(昭和4年)　藤本二三吉
- 1935年(昭和10年)　小唄勝太郎[8]
- 1954年(昭和29年)　喜久丸[9]
- 年代不明　青江三奈
- 年代不明　照菊
- 1976年(昭和51年)　市丸
- 2009年(平成21年)　檜山うめ吉